# Fabián Roncero
Fabián Roncero (Madrid, 19 ottobre 1970) è un ex mezzofondista e maratoneta spagnolo.

## Palmarès
| Anno | Manifestazione | Sede     | Evento        | Risultato | Prestazione | Note |
| ---- | -------------- | -------- | ------------- | --------- | ----------- | ---- |
| 2001 | Mondiali       | Edmonton | 10000 m piani | 5º        | 27'56"07    |      |

## Campionati nazionali
1996
- 5º ai campionati spagnoli di mezza maratona - 1h03'45"

1998
- Argento ai campionati spagnoli, 10000 m piani - 27'48"79

1999
- Bronzo ai campionati spagnoli, 5000 m piani - 13'28"10

2001
- Argento ai campionati spagnoli, 10000 m piani - 27'45"17

2007
- Bronzo ai campionati spagnoli di maratona - 2h18'37"

2010
- 5º ai campionati spagnoli, 10 km su strada - 31'56"

## Altre competizioni internazionali
1996
- Oro alla Maratona d'Italia ( Carpi) - 2h09'43"

1998
- Oro in Coppa Europa dei 10000 metri ( Lisbona) - 27'14"44
- Oro alla Maratona di Rotterdam ( Rotterdam) - 2h07'26"
- 5º alla Zevenheuvelenloop ( Nimega), 15 km - 44'26"
- Oro alla San Silvestre Vallecana ( Madrid)

1999
- Argento alla Maratona di Rotterdam ( Rotterdam) - 2h07'23"
- 6º al DN Galan ( Stoccolma), 10000 m piani - 27'58"02

2000
- 23º al Golden Gala ( Roma), 5000 m piani - 13'36"78
- 8º alla San Silvestre Vallecana ( Madrid) - 29'05"

2001
- Oro alla Mezza maratona di Berlino ( Berlino) - 59'52"
- 7º alla Maratona di Rotterdam ( Rotterdam) - 2h10'08"
- 11º alla San Silvestre Vallecana ( Madrid) - 29'42"

2002
- 5º alla San Silvestre Vallecana ( Madrid) - 28'41"

2003
- 4º alla San Silvestre Vallecana ( Madrid) - 28'53"

2008
- 14º alla Maratona di Madrid ( Madrid) - 2h27'42"

2010
- 51º alla Maratona di New York ( New York) - 2h31'12"

## Curiosità
- Nel 1996 Fabián Roncero Domínguez vinse la Maratona di Carpi. Al km 35 Marco Pantani, che nella stessa strada si stava allenando, si accostò e gli disse: "Lo sai che stai andando a 20km/h?"